# Jeanne de Brigue
Jeanne de Brigue, dite La Cordière, est condamnée lors du premier procès pour sorcellerie par le Parlement de Paris, le 29 octobre 1390.
Elle est brûlée vive le 19 août 1391.

## Biographie
Jeanne de Brigue est une femme originaire des Ardennes, qui résidait à Tresmes en Brie.
Elle s'adonne à la prostitution dès son plus jeune âge.
Elle est connue dans la région pour ses dons de guérison et de voyance, obtenu de manière « divine ». Elle  devinait en particulier les auteurs de vols et retrouvait les objets volés. Elle y aurait été formée par sa marraine, Jeanne, qui possédait un livre de sorcellerie.

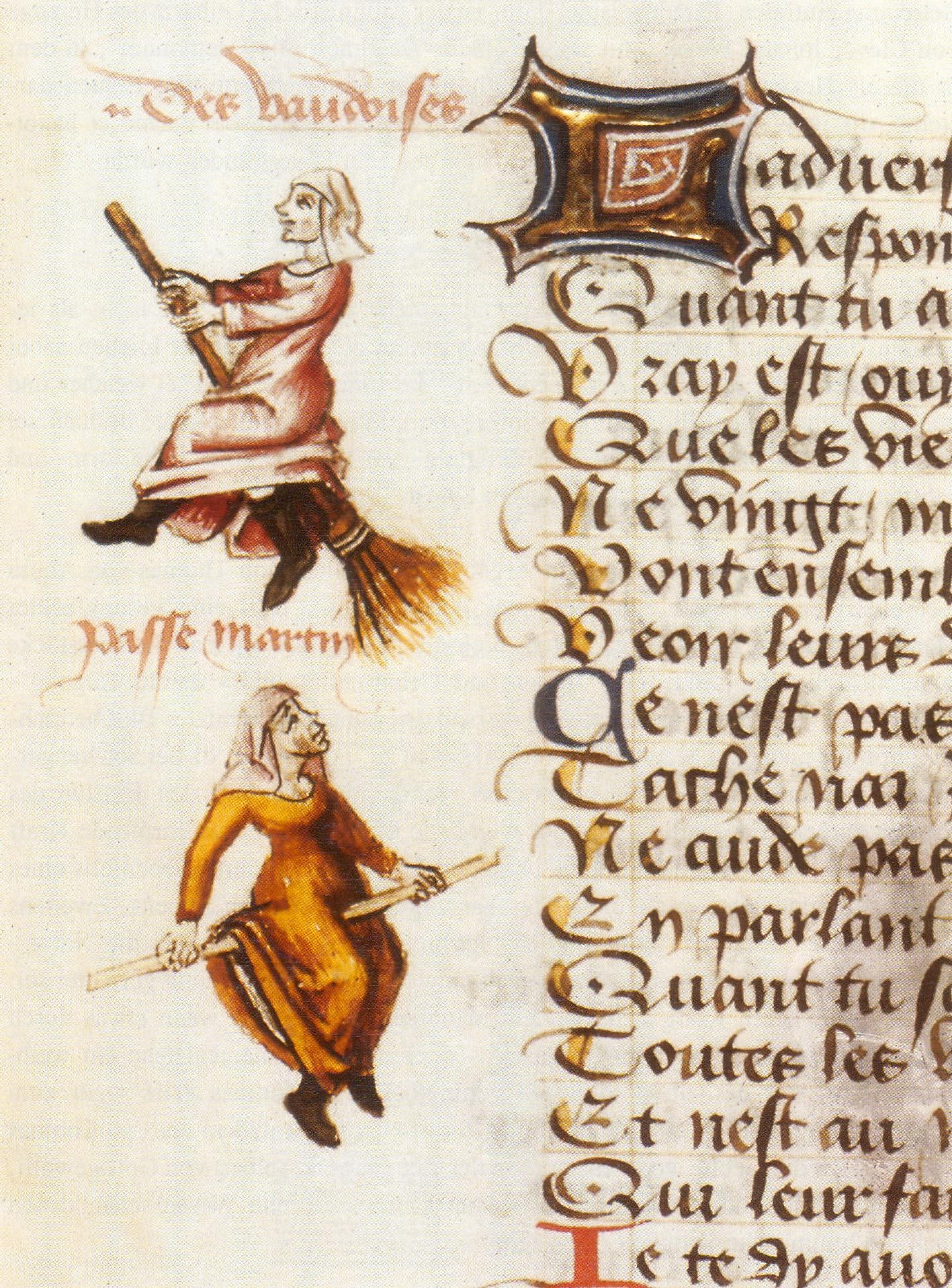
Enluminure dans Le Champion des dames de Martin Le Franc, 1451.

Elle est incarcérée à la prison du Châtelet accusée de pratiquer des « arts occultes ». Elle est accusée notamment d'avoir « tracé un cercle sur le sol à la manière des nigromanciens pour invoquer un démon nommé Haussibut ». Son procès a lieu au Parlement de Paris. C'est le premier procès pour sorcellerie connu. Quatre femmes sont condamnées par le prévôt de Paris, Jean de Folleville, à être brûlées vives sur la place du marché aux Pourceaux :
- Jeanne de Brigue, dite la Cordière,
- Marion la Droiturière, dite l’Estallée (voisine de Jeanne),
- Margot de la Barre dite du Coingnet,
- Macete, épouse de Hennequin de Rully.

L'exécution a lieu le 19 août 1391.